# Теорія передачі влади
Теорія передачі влади – це теорія про циклічну природу війни, пов’язана із силою у міжнародних відносинах.  Теорія була вперше опублікована її автором А.Ф.К. Органскі в його підручнику «Світова Політика» у 1958 році.

## Загальні відомості
За словами Органскі:
Навіть розподіл політичних, економічних і військових можливостей між групами країн, що змагаються може збільшити ймовірність війни. Мир буде збережений тоді, коли буде існувати дисбаланс національних можливостей між державами із перевагами та державами без переваг. Агресор з’явиться із малої групи невдоволених сильних країн і він радше слабший, аніж сильніший. Це держава, яка швидше за все може бути агресором.  

## Ієрархія
В той час як ієрархія Органскі насамперед посилається на всю міжнародну систему, Дуглас Лемке, пізніше розширив ієрархічну модель, включаючи регіональні ієрархії, аргументуючи тим, що кожен регіон містить власну домінуючу, велику і малу могутність. Таким чином, регіональні ієрархії є вбудованими у більшу міжнародну ієрархію.

## Історія
Теорія бере початок з теорії «довгих циклів» війни і намагається пояснити тенденції між воюючими державами за останні 500 років. Загальною тенденцією є те, що держава стає гегемоном та пізніше претендує на статус великої держави, що призводить до війни, яка в минулому створювала перехід між двома статусами. Минулі війни і їх зв’язок із теорією передачі влади досліджував Юджин Віткопф  у своїй книзі «Світова політика: Тенденції та Трансформації». 
У 1518 році Португалія присвоїла собі статус гегемона у світовій політиці. Проте, коли Нідерланди, які тоді переживали Золоту Добу, прийшли до влади, послідуюча боротьба призвела до руйнації могутності Іспанії і перехід до голландської гегемонії. Голландська гегемонія була поставлена під сумнів знову у 1688 році із війнами Людовіка XIV. Ці війни призвели до «Першого Британського Циклу», який перервали Наполеонівські війни і ставили вже під питання британську гегемонію. Однак, перемога Британії призвела до утримання влади і «Другого Британського Циклу» який закінчився світовими війнами. Віткопф називає період 1914-1945 рр. одним із бурхливих, оскільки жодна держава не була гегемоном, навіть після Версальського договору. Після другої світової війни відбулося радикальне набуття морської могутності Сполученими Штатами Америки (разом з Радянським Союзом), які стали першими у світі наддержавами.
Загалом, епохи гегемонії продовжувалися приблизно від 60 до 90 років і конфлікти, які спричинили період стабілізації розподілу влади продовжувалися приблизно 20 років. Це можна пояснити військовим виснаженням і тенденцією держав (яка перестала існувати на початку ХХ століття) не втручатися в інші конфлікти, після участі у передачі влади.